# Hypercompe scribonia

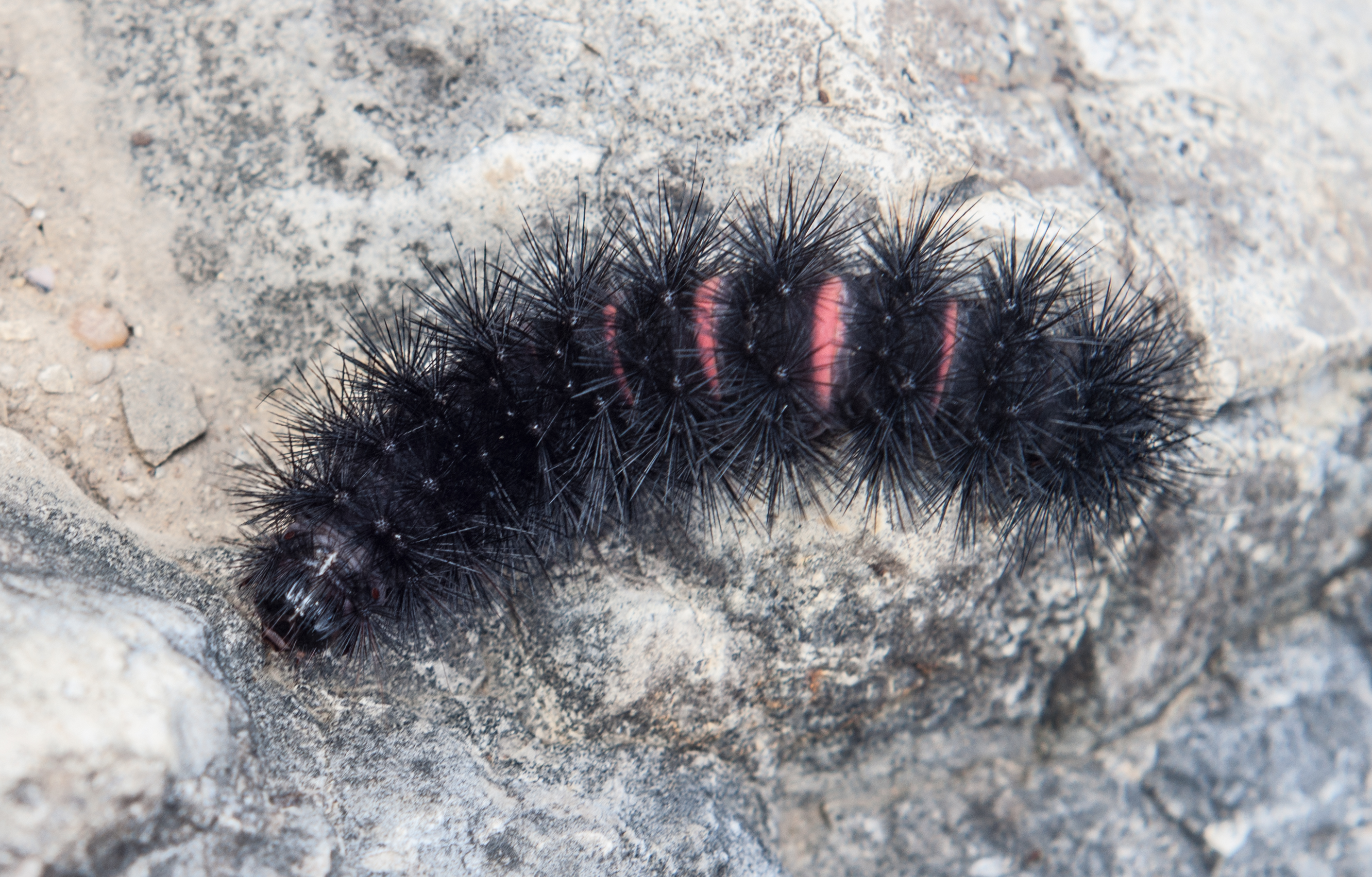
Raupe

 Hypercompe scribonia ist ein Schmetterling (Nachtfalter) aus der Unterfamilie der Bärenspinner (Arctiinae).

## Merkmale

### Falter
Die Falter besitzen eine Flügelspannweite von 57 bis 91 Millimetern. Ihre Vorderflügel haben eine weiße Grundfärbung, die mit einer schwarzen Fleckenzeichnung überzogen ist. Die schwarzen Flecke sind überwiegend ringförmig, d. h. weiß gekernt. Die ebenfalls weiße Hinterflügeloberseite zeigt nur eine reduzierte schwarze Fleckenzeichnung. Am Kopf heben sich bläulich schwarze Flecke ab. Der Thorax ist an den Seiten orange rot und auf der Oberseite mit sehr großen dunkelblauen Flecken versehen. Aufgrund der Größe sowie der leopardenähnlichen Fleckenzeichnung wird die Art im englischen Sprachgebrauch als Giant leopard moth bezeichnet.

### Raupe
Die Raupen sind dicht schwarz behaart. Die Segmenteinschnitte heben sich deutlich rot hervor. Bei ausgewachsenen Tieren ist die Behaarung spitz und fest. Sie kann beim Menschen zu Hautreizungen führen.

### Ähnliche Arten
Eine gewisse Ähnlichkeit besteht zu den Faltern des Blausiebs (Zeuzera pyrina). Diese Art kommt jedoch nur in Europa vor und die Falter sind mit einer Flügelspannweite von 16 bis 60 Millimetern kleiner. Die schwarzen Flecke sind nicht weiß gekernt, der Hinterleib zeigt keine orange roten Zeichnungselemente.

## Verbreitung und Vorkommen
Die Art ist vom Osten Nordamerikas bis nach Mittelamerika lückenhaft verbreitet, gebietsweise jedoch nicht selten.
Da die Raupen an einer Vielzahl sehr unterschiedlicher Pflanzen leben, sind ihre Vorkommensgebiete breit gestreut und sie wurden auch in Gärten und Parkanlagen nachgewiesen.

## Lebensweise
Die Falter fliegen im Norden in einer Generation, im Süden in mehreren von Mai bis September. Die Männchen besuchen gerne künstliche Lichtquellen. Die Raupen ernähren sich von den Blättern vieler sehr unterschiedlicher Pflanzen, dazu zählen: Bananen- (Musa), Zitruspflanzen- (Citrus), Ahorn- (Acer), Weiden- (Salix),  Prunus-, Kohl- (Brassica), Löwenzahn- (Taraxacum) und Sonnenblumen-Arten (Helianthus). In der Regel nehmen sie während der Entwicklung die Blätter mehrerer verschiedener Pflanzenarten zu sich und speichern dabei gewonnene Giftstoffe, sodass sie als Raupe und später auch als Falter für potentielle Fressfeinde ungenießbar werden. Im Körper der Raupen wurde auch Glycerin festgestellt, was darauf hindeutet, dass die überwinternden Tiere dies als Gefrierschutzmittel speichern, um auch sehr strenge Winter zu überstehen.